# Papa and Daddy
Papa and Daddy es una serie de televisión taiwanesa de temática LGBT estrenada en 2021. Es una de las primeras series de televisión asiática sobre familias homoparentales.

## Argumento
Damian dirige un restaurante en Taipéi y siempre ha soñado con "tener una familia y criar hijos". Después de dos años de relación estable con su novio Jie Li, los dos se embarcaron juntos en un viaje de subrogación y dieron a luz con éxito a su hijo Kai Kai. Tras varios años su hijo entró al jardín de infancia y comenzó a enfrentarse a la curiosidad y las diferencias de sus compañeros y los chismes de los padres, los dos padres tuvieron que pensar en cómo explicarle al joven Kaikai qué era "madre".

## Reparto
- Melvin Sia como Damian
- Mike Lin como Jerry
- Lin Kai Yi como Kai Kai
- Chao Yi Lan como Sa Sa
- Lu Jia Xin como Amy
- Miranda Lu como Celine[3]
- Sean Cheng como A-Zhi
- Nelson Yeh como Mike
- Wang Tzu Chiang como el padre de Jerry
- Yvonne Cheng como la madre de Jerry
- Jin Cheng como Alex
- Tyla (泰辣)
- Huang Ting Yu como Tu Tu
- Hsueh Yi Jie como Lang

## Emisión
La primera temporada se emitió entre el 23 de abril y el 21 de mayo de 2021.